# قانون الجنسية الأندورية
يقوم قانون الجنسية الأندورية بالدرجة الأولى على مبدأ حق الدم.

## الأهلية للحصول على الجنسية الأندورية

### بالنسب
الأطفال المولودين لأبوين معترف بهما من مواطني أندورا وقت الولادة (بغض النظر عن مكان الولادة) مؤهلون للحصول على الجنسية الأندورية.

### بالولادة
الأطفال المولودين في أندورا بموجب أي من الشروط التالية مؤهلون للحصول على الجنسية الأندورية:
- من ولد لوالدين ولد أحدهما (أو كليهما) في أندورا وكانا يعيشان بشكل دائم وبشكل أساسي في أندورا وقت الولادة
- من ولد لوالدين غير أندوريين كانا يعيشان بشكل دائم وبشكل أساسي في أندورا لمدة 10 سنوات على الأقل وقت الولادة

### بالتجنس
أولئك الذين يسعون إلى أن يصبحوا مواطنين أندورا عن طريق التجنس مطالبون باستيفاء المعايير التالية:
- يجب عليهم التخلي عن الجنسيات الأجنبية الحالية
- يجب أن يكونوا قد أقاموا في أندورا بشكل دائم لمدة عشر سنوات على الأقل إذا كان مقدم الطلب قد أمضى كل تعليمه الإلزامي في أندورا أو لمدة 20 عامًا على الأقل إذا كان قادرًا على إثبات اندماجه في المجتمع الأندوري

## فقدان الجنسية
إذا خدم مواطن أندورا في القوات المسلحة أو حكومة بلد آخر أو حصل على جنسية أجنبية، فإنه يفقد جنسيته الأندورية تلقائيًا.
يجوز لمواطني أندورا السابقين استعادة جنسيتهم السابقة إذا نجح طلبهم المقدم إلى الحكومة.
يجوز لأي أندوري أن يعيش في فرنسا دون طلب تأشيرة. 

## الجنسية المزدوجة
الجنسية المزدوجة ممنوعة منعا باتا بموجب القانون الأندوري. من ناحية أخرى، يعترف القانون الإسباني بالجنسية المزدوجة مع أندورا. 

## روابط خارجية
- صفحة معلومات عن الجنسية الأندورية من السفارة الأندورية في باريس